# راه‌آهن ویتنام

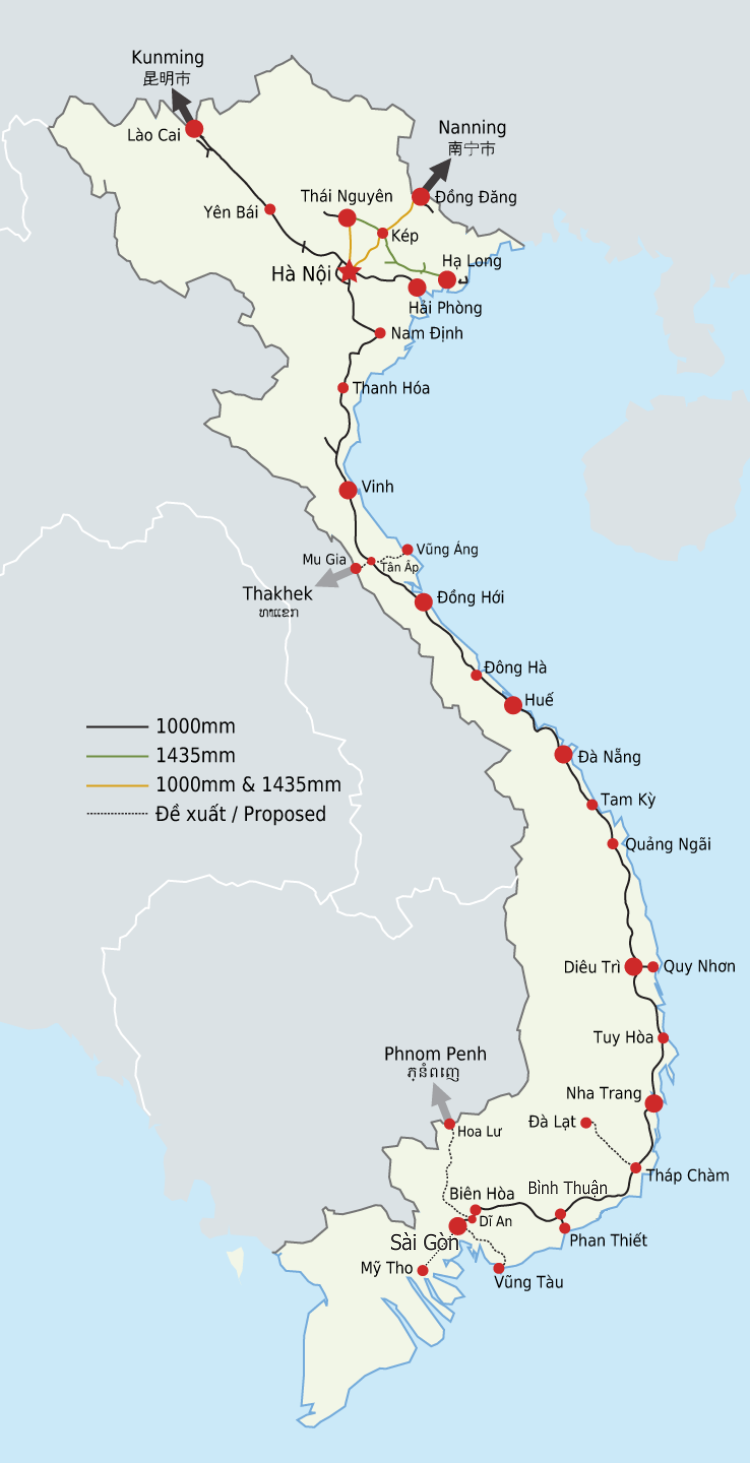
نقشه راه‌آهن ویتنام

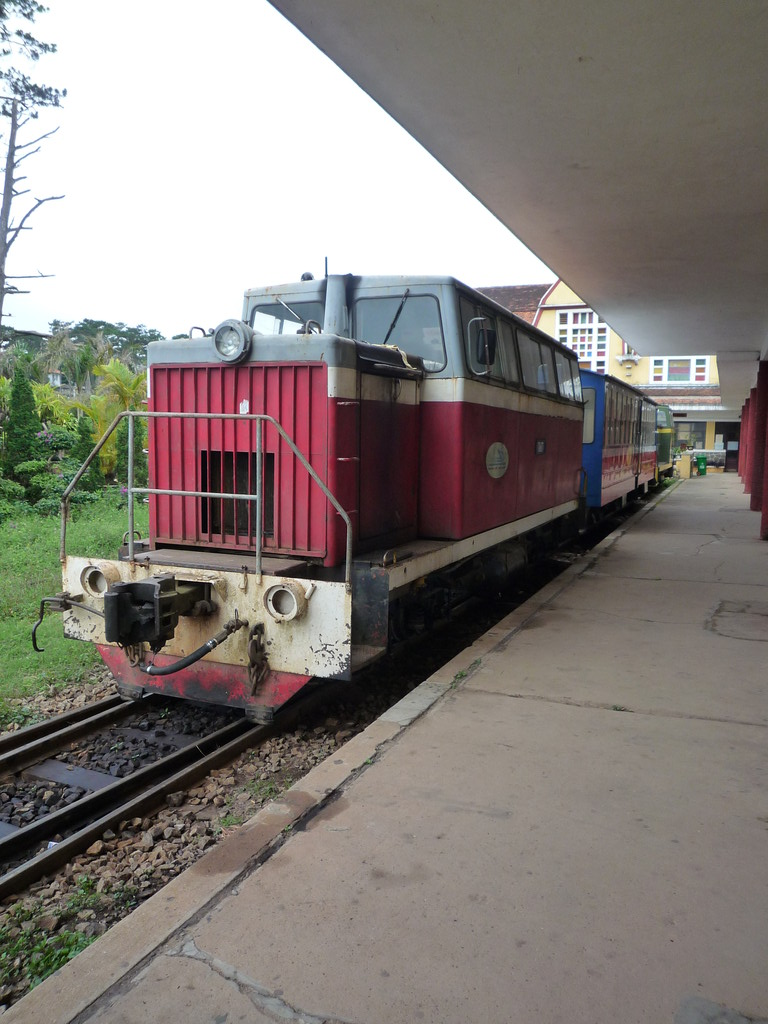

راه‌آهن ویتنام (Đường sắt Việt Nam) مجری دولتی شبکه راه‌آهن ویتنام است. مسیر اصلی ۱٬۶۰۰ کیلومتر (۹۹۰ مایل) خط راه‌آهن تک مسیر شمال و جنوب، بین شهرهای هانوی و هوشی مین واقع است. نخستین راه‌آهن در دهه ۱۸۸۰ در زمان حکومت استعمار فرانسه ساخته شده‌است. همچنین خطوط ریل استانداردی وجود دارد که از هانوی به جمهوری خلق چین عبور می‌کند و در پایان به پکن منتهی می‌شود.